# Chambéry Savoie Mont-Blanc Handball
Chambéry Savoie Handball (nazywane również: Chambéry Savoie HB) – francuski klub piłki ręcznej mężczyzn. Klub został założony w 1983 roku, z siedzibą w mieście Chambéry. Obecnie występuje w rozgrywkach Division 1.

## Historia
Klub powstał w 1983 roku pod nazwą Chambéry Handball Club. Od 1990 do 2002 roku drużyna nosiła nazwę Stade Olympique Chambéry. Obecnie występuje pod nazwą Chambéry Savoie Handball. W Division 1 1 CSH występuje nieprzerwanie od sezonu 1994/1995.

## Sukcesy
Mistrzostwo Francji
- (2001)

Wicemistrzostwo Francji
- (1998, 1999, 2000, 2002, 2003, 2006, 2007, 2008, 2010, 2011, 2012)

Puchar Ligi Francuskiej
- (2000)

## Kadra 2012/13
- Bertrand Gille
- Guillaume Gille
- Cédric Paty
- Marko Panić